# Architettura sasanide
Con architettura sasanide ci si riferisce allo stile architettonico persiano che raggiunse l'apice del suo sviluppo durante l'era sasanide. Per molti versi l'Impero sasanide (224-651) fu testimone del più alto successo della civiltà iraniana e costituì l'ultimo grande "Impero persiano" pre-islamico, prima cioè della conquista musulmana della Persia. Infatti parte dell'architettura sasanide fu adottata dai musulmani e divenne parte dell'architettura islamica.
La dinastia sasanide, come l'impero achemenide, ebbe origine nella provincia di Fars. I sasanidi si consideravano successori degli Achemenidi, dopo la dinastia Ellenistica e l'Impero partico, e percepirono ciò come il loro compito di ripristinare la grandezza della Persia.

## Origini

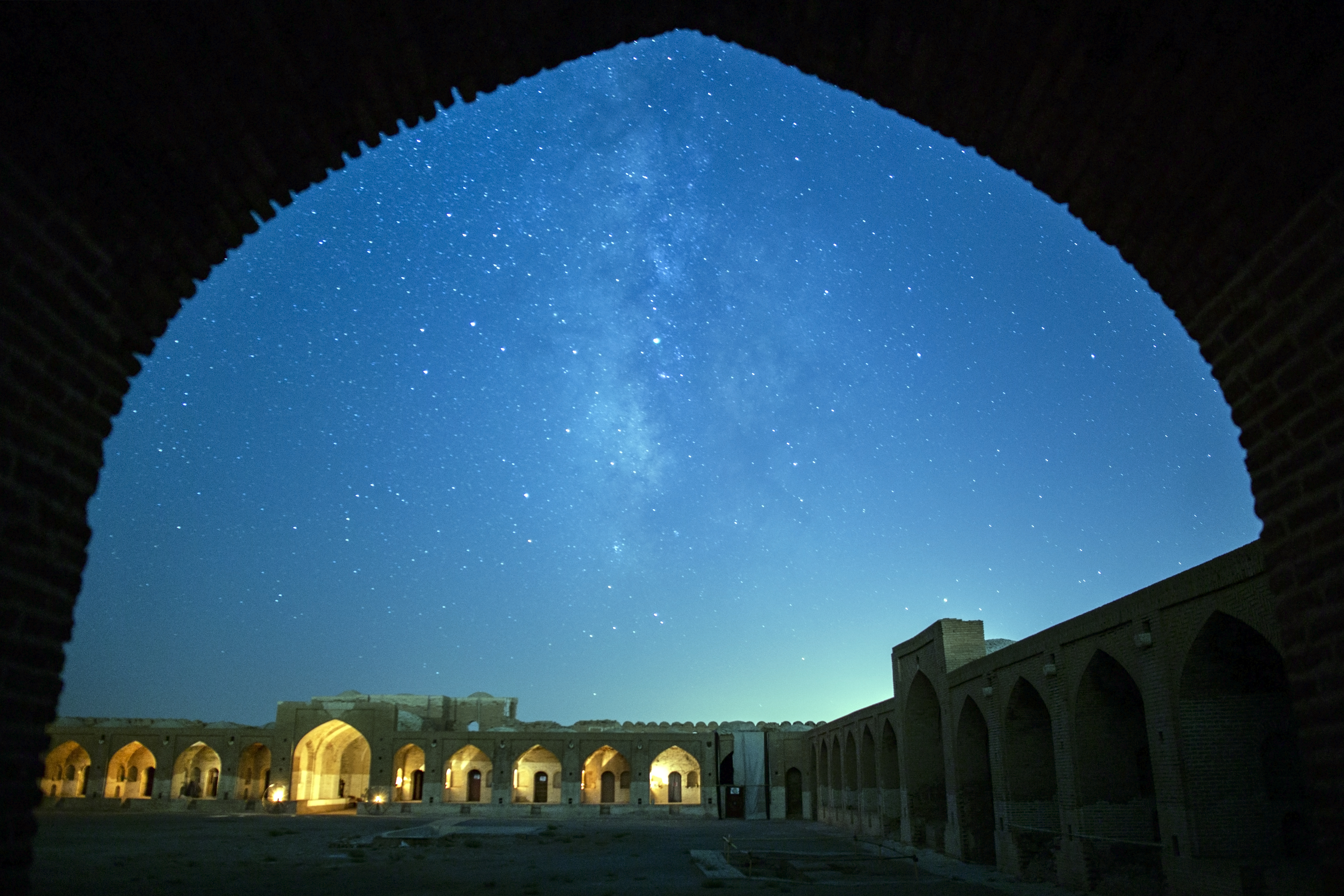
Il caravanserraglio preislamico di Deir-e Gachin, fu costruito da Ardashir I nel 240 (almeno 330 anni prima della venuta di Maometto)

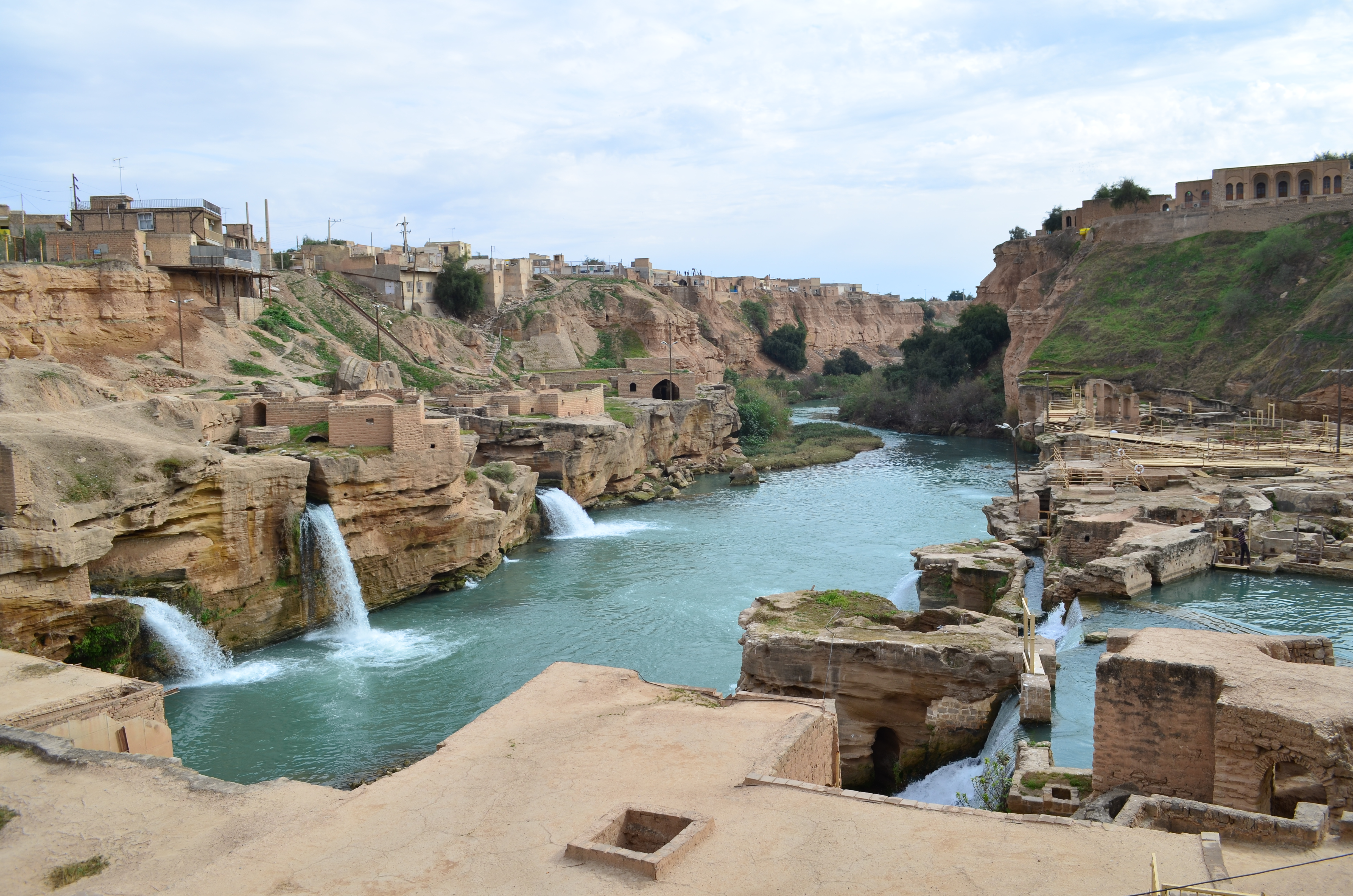
Il sistema idraulico storico di Shushtar risale in parte all'era achemenide.

Nel far rivivere le glorie del passato achemenide, i sasanidi non furono semplici imitatori. L'arte di questo periodo rivela una sorprendente vitalità. Per certi aspetti anticipava caratteristiche sviluppatesi poi in epoca islamica. La conquista della Persia da parte di Alessandro Magno aveva inaugurato la diffusione dell'arte ellenistica nell'Asia occidentale, ma se l'Oriente accettò la forma esteriore di quest'arte, non ne assimilò mai lo spirito. Già in epoca partica l'arte ellenistica veniva liberamente interpretata dai popoli del Vicino Oriente e per tutto il periodo sasanide vi fu un continuo processo di reazione contro di essa. L'arte sasanide fece rivivere forme e tradizioni originarie della Persia e nel periodo islamico queste raggiunsero le sponde del Mar Mediterraneo.

## Palazzi
Lo splendore in cui vivevano i monarchi sasanidi è ben illustrato dai loro palazzi sopravvissuti, come quelli di Firuzabad e Bishapur nella provincia di Fars, e nella capitale Ctesifonte nell'Iraq moderno. Oltre alle tradizioni locali, l'architettura dinastica partica deve essere stata responsabile di molte delle caratteristiche architettoniche sasanidi. Tutti gli edifici del tempo sono caratterizzati dagli iwan con volta a botte introdotti nel periodo partico, ma ora avevano raggiunto proporzioni massicce, in particolare a Ctesifonte. L'arco della grande sala a volta di Ctesifonte attribuito al regno di Sapore I ha una luce di oltre 24 metri, e raggiunge un'altezza di 35,4 metri da terra. Questa magnifica struttura ha affascinato gli architetti nei secoli successivi ed è sempre stata considerata uno dei pezzi più importanti dell'architettura persiana. Molti dei palazzi contenevano una sala delle udienze interna che consisteva, come a Firuzabad, in una camera sormontata da una cupola. I Persiani risolsero il problema della costruzione di una cupola circolare su un edificio quadrato adottando l'inserimento di travi agli angoli dell'edificio, o piccoli archi costruiti negli angoli, convertendo così la sala in un ottagono su cui era semplice posizionare la cupola. La sala con la cupola nel palazzo di Firuzabad è il primo esempio sopravvissuto dell'uso di questa tecnica e quindi c'è una buona ragione per considerare la Persia come il suo luogo di invenzione.

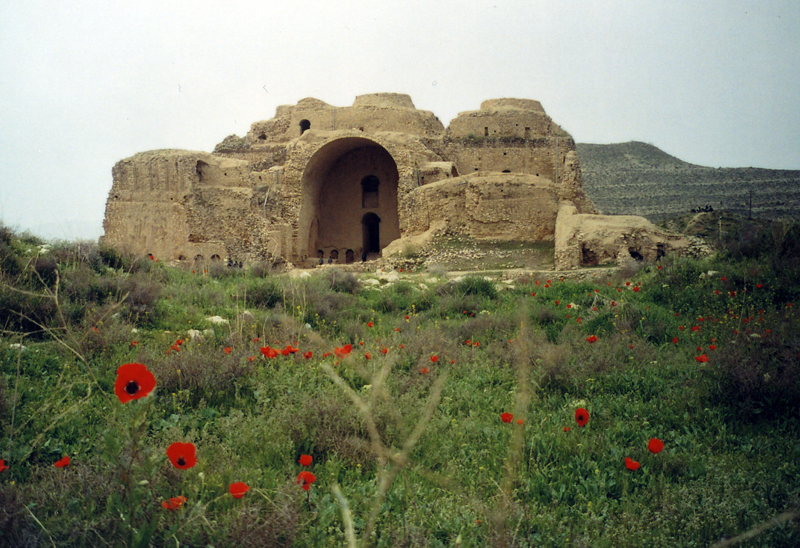
Il Palazzo di Ardashir, costruito nel 224 durante la dinastia sasanide. L'edificio ha tre grandi cupole, tra i più antichi esempi di tali manufatti di grandi dimensioni nel mondo.

I primi palazzi dei Sasanidi non sono pervenuti ai nostri giorni. Ardashir I e Sapore I, e i loro immediati successori, eressero indubbiamente per se stessi residenze che superavano per grandezza e ricchezza gli edifici che avevano soddisfatto i Parti, così come quelli in cui i loro antenati, i re tributari della Persia sotto i Parti, avevano passato le loro esistenze. Ma queste residenze sono quasi del tutto scomparse.

## Descrizione
I più antichi degli edifici sasanidi che consentono di essere misurati e descritti sono datati al periodo compreso tra il 350 e il 450 e pertanto non si è in grado di tracciare i passaggi esatti con cui lo stile sasanide fu gradualmente elaborato. I primi esempi noti riguardano costruzioni del periodo in cui aveva già acquisito un carattere marcato e deciso. Le sue caratteristiche principali erano semplici e uniformi, essendo gli edifici successivi solo ampliamenti dei precedenti, per aggiunta di nuovi locali o dell'ampliamento degli appartamenti. Le principali peculiarità dello stile erano, in primo luogo, che la pianta dell'intero edificio era rettangolare, senza aggiunte o sporgenze; in secondo luogo, l'ingresso principale era costituito da un alto portico a volta o sala con un arco che prendeva tutta la larghezza dell'edificio; il terzo punto, era che accanto a queste sale rettangolari, l'edificio conteneva stanze quadrate, con volta a cupola, circolare alla base ed ellittica nella sua sezione, poggiante su pennacchi di carattere insolito; quarto elemento, le stanze erano numerose e con bagno privato, e senza disimpegno per cui si accedeva direttamente da una all'altra, senza l'intervento di corridoi; in quinto luogo, il palazzo comprendeva, naturalmente, un cortile, posto verso la parte posteriore dell'edificio, con stanze che si aprivano su di esso.

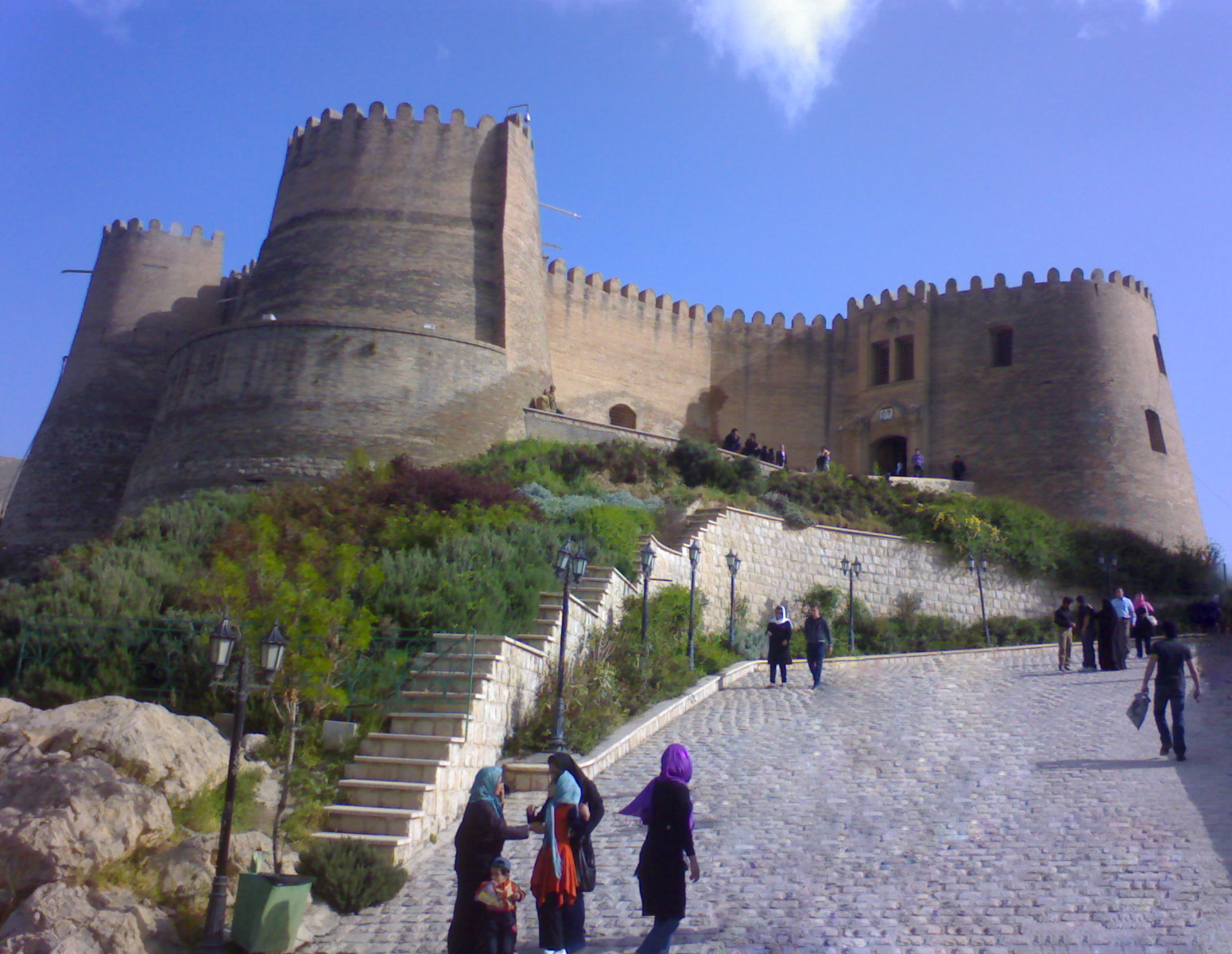
Dej-e Shaapour-khaast a Khorramabad

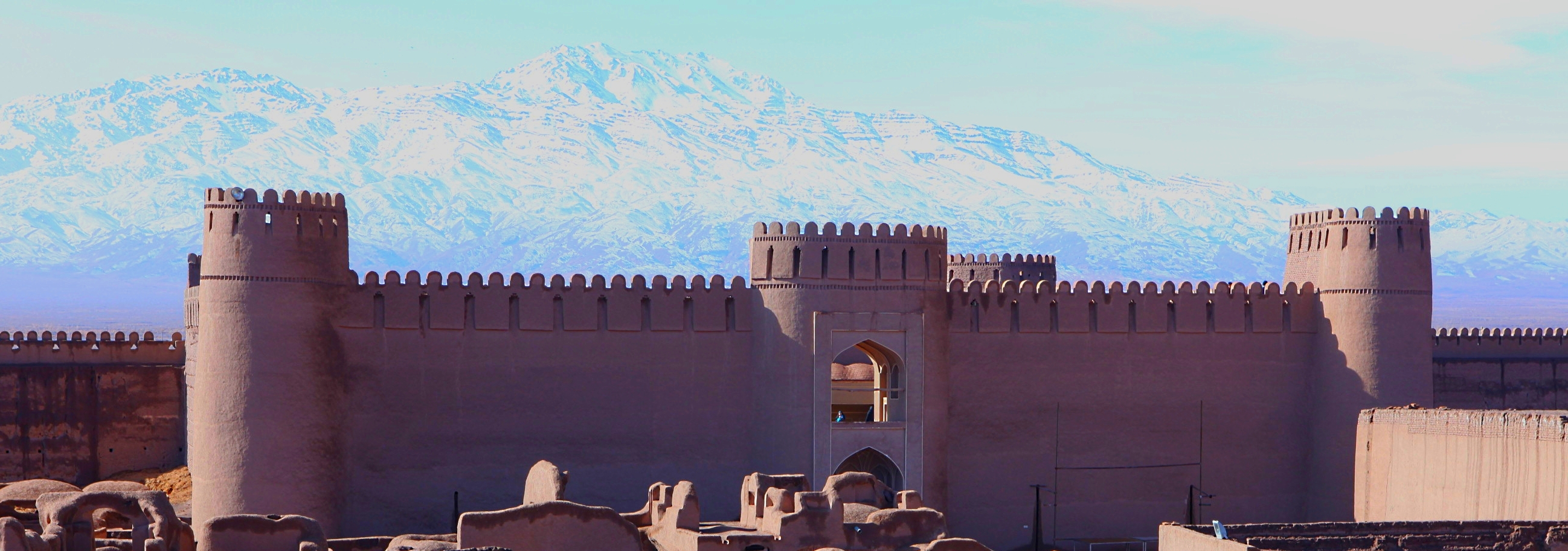
Castello di Rayen

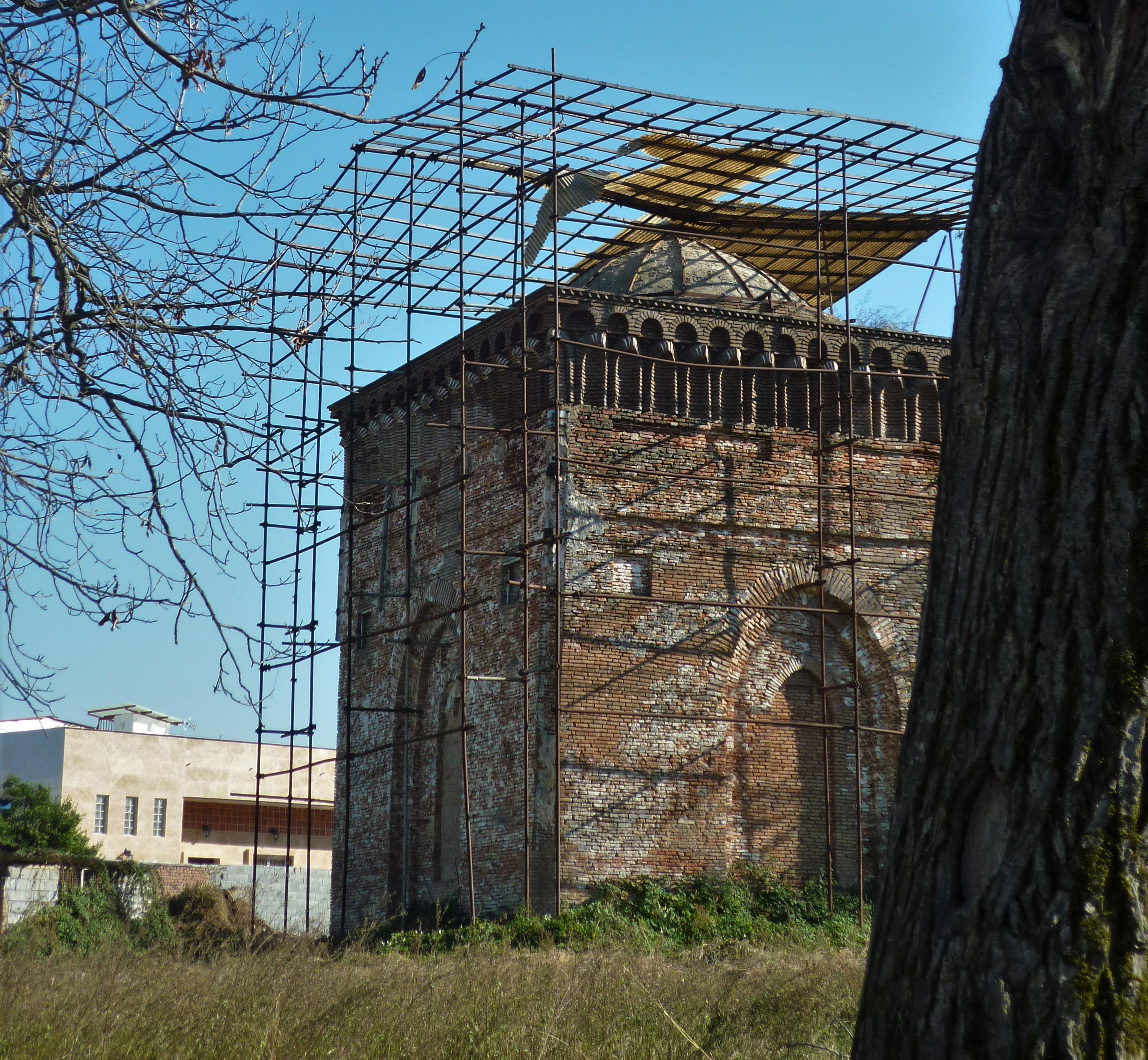
Tempio del fuoco di Amol

Il rettangolo era variamente proporzionato. La profondità poteva essere un po' più della larghezza, o quasi il doppio. In entrambi i casi, il fronte occupava uno dei lati più corti, o estremità dell'edificio. Il muro esterno era talvolta dotato di un solo ingresso; ma, più comunemente, gli ingressi si moltiplicavano oltre il limite comunemente osservato negli edifici moderni. Il grande ingresso era esattamente al centro della facciata. Questo, come già notato, era comunemente costituito da un arco alto che (se si escludono le cupole) copriva quasi tutta l'altezza dell'edificio, e costituiva una delle sue caratteristiche più sorprendenti. L'edificio poteva raggiungere la lunghezza di 35 metri, una distanza pari alla lunghezza della Cappella di Enrico VII a Westminster. Ingressi simili sono comuni nelle moschee dell'Armenia e della Persia e nei palazzi di quest'ultimo paese. Nelle moschee "portali alti e profondamente incassati", "senza rivali per grandezza e appropriatezza", erano piuttosto la regola che l'eccezione; e, nei palazzi, le "stanze del trono" erano comunemente semplici recessi profondi di questo genere, voltati o sostenuti da pilastri, e aperti ad un'estremità per tutta la larghezza e l'altezza della sala.

### Archi
L'altezza dell'arco variava da circa 15 a 25 metri; era generalmente semplice e senza ornamenti ma in un caso si sono trovati una serie di archetti intorno a quello grande, con un effetto non sgradevole. Le sale a cupola erano quadrate, con lati da 7,5 a 12 metrii, o poco più. Le cupole erano circolari alla base, ma una sezione mostrava una mezza ellisse, con il suo asse più lungo e più corto proporzionati secondo un rapporto tre a due. L'altezza a cui si elevavano da terra non era molto al di sopra dei 21 metri. Un singolo edificio poteva avere due o tre cupole, della stessa dimensione o occasionalmente di dimensioni diverse. Era una particolarità della loro costruzione che non poggiavano su tamburi, ma su pennacchi dal carattere curioso.
Veniva gettata una serie di archi semicircolari attraverso gli angoli della sala, ciascuno sporgendo più del precedente, e in questo modo si eliminavano gli angoli e il quadrato si trasformava in ottagono o addirittura in un cerchio. Una cornice correva intorno alla sala, o sopra o sotto i pennacchi, o talvolta sia sopra che sotto. Le cupole erano traforate con una serie di piccoli fori, che lasciavano entrare un po' di luce, e anche la parte superiore delle pareti tra i pennacchi era perforata da finestre.
Nei palazzi sasanidi non c'erano passaggi o corridoi. Le stanze, per la maggior parte, si aprivano l'una nell'altra. In caso contrario, davano su un comune luogo di riunione, che era o un cortile aperto, o una grande sala a volta. Le aperture erano in genere portali di dimensioni moderate, ma talvolta archi dell'intera larghezza della stanza o dell'appartamento subordinato. In un palazzo sono state trovate fino a diciassette o diciotto stanze.

### Ornamento

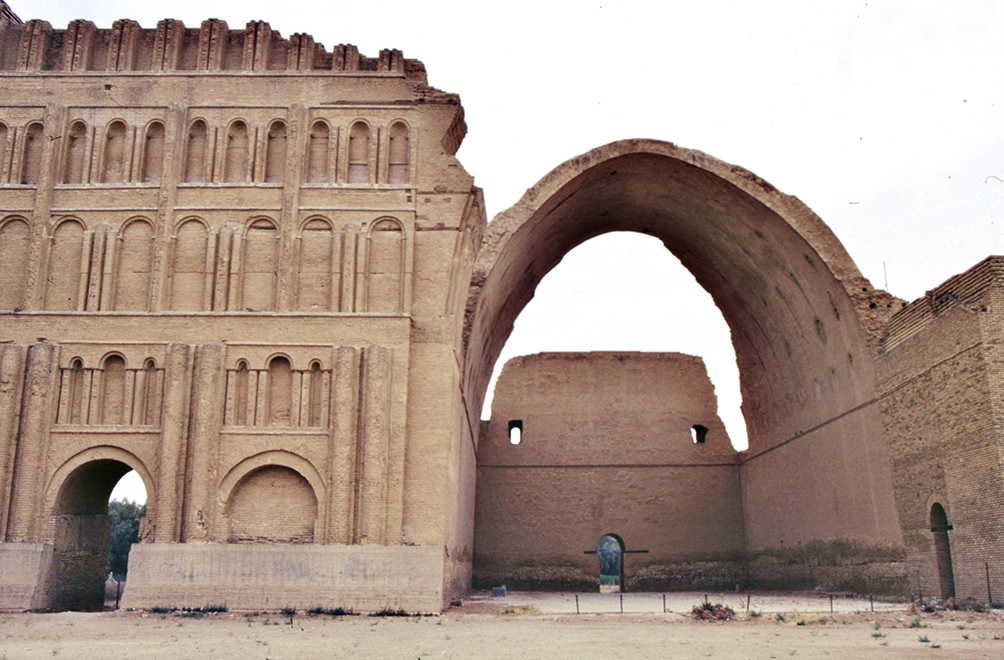
L'Arco di Ctesifonte, è l'unica struttura rimasta visibile della capitale sasanide di Ctesifonte.

L'ornamento esterno sasanide andava dal suolo al cornicione, mentre tra questi pannelli c'erano una serie di archi alti e stretti a doppia rientranza. Molto meno soddisfacente era il disegno molto più elaborato adottato a Ctesifonte, dove si sovrapponevano sei serie di archi ciechi di diverso genere l'uno sull'altro, con marcapiani tra loro, e con lesene, poste singolarmente o in coppia, che separavano gli archi in gruppi, e non regolarmente sovrapposti, come dovrebbero essere pilastri, reali o apparenti. L'ornamento interno era probabilmente, in gran parte, costituito da stucchi, pitture e forse dorature. Tutto questo, però, se esisteva, è scomparso e gli interni presentano ora un aspetto spoglio e nudo, che è solo leggermente alleviato dall'occorrenza occasionale di finestre, di portali ornamentali e di nicchie, che ricordano caratteristiche ben note a Persepoli. In alcuni casi la disposizione degli ambienti più grandi veniva migliorata mediante brevi pilastri, posti a una certa distanza dalle pareti, e sorreggenti una sorta di costolatura trasversale, che rompeva l'uniformità del tetto. I pilastri erano collegati alle pareti laterali da archi ribassati.
Tali erano le principali distinzioni dell'architettura del palazzo sasanide. L'effetto generale delle grandi sale era grandioso, sebbene poco piacevole alla vista e, nei migliori esemplari, l'intero palazzo aveva un'aria di semplice e dignitosa severità. Le disposizioni interne non sembrano essere state molto razionali. Troppo era sacrificato alla regolarità, e l'apertura di ogni stanza sulla vicina doveva essere stata, si potrebbe pensare, insoddisfacente. Tuttavia, gli edifici sono considerati "indicatori di notevole originalità e potere", sebbene "indichino uno stato della società in cui l'attenzione alla sicurezza difficilmente consentiva all'architetto il libero esercizio degli ornamenti più delicati della sua arte".

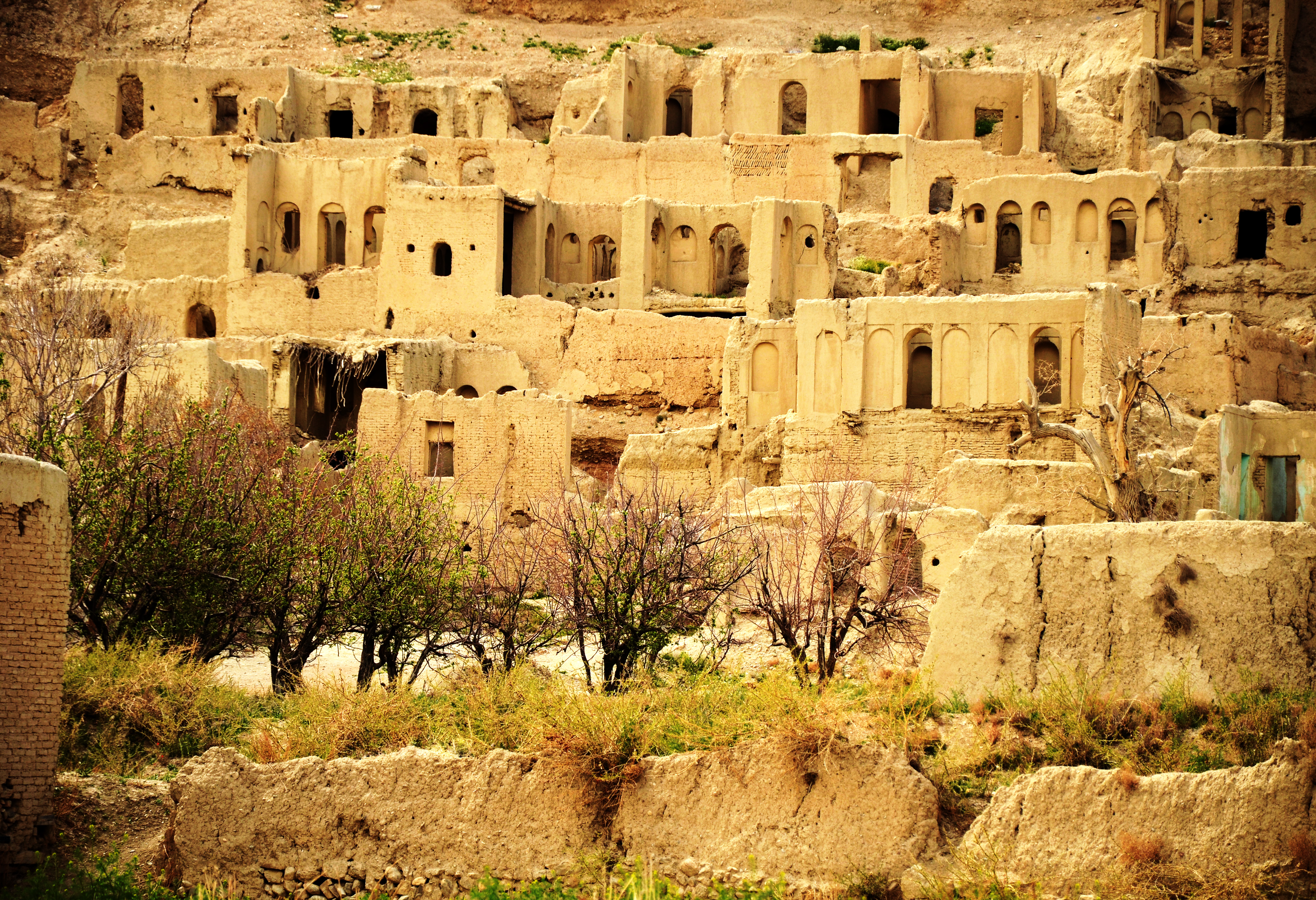
Case a Izadkhast

### Unicità
La caratteristica unica dell'architettura sasanide era il suo uso distintivo dello spazio. L'architetto sasanide concepiva il suo edificio in termini di masse e superfici; da qui l'uso di massicci muri di mattoni decorati con stucchi sagomati o intagliati. Decorazioni murali in stucco appaiono a Bishapur, ma esempi migliori sono conservati a Chal Tarkhan vicino a Rayy (periodo tardo sasanide o primo islamico), e a Ctesifonte e Kish in Mesopotamia. I pannelli mostrano figure di animali incastonati in tondi, busti umani e motivi geometrici e floreali.

## Influenza sasanide

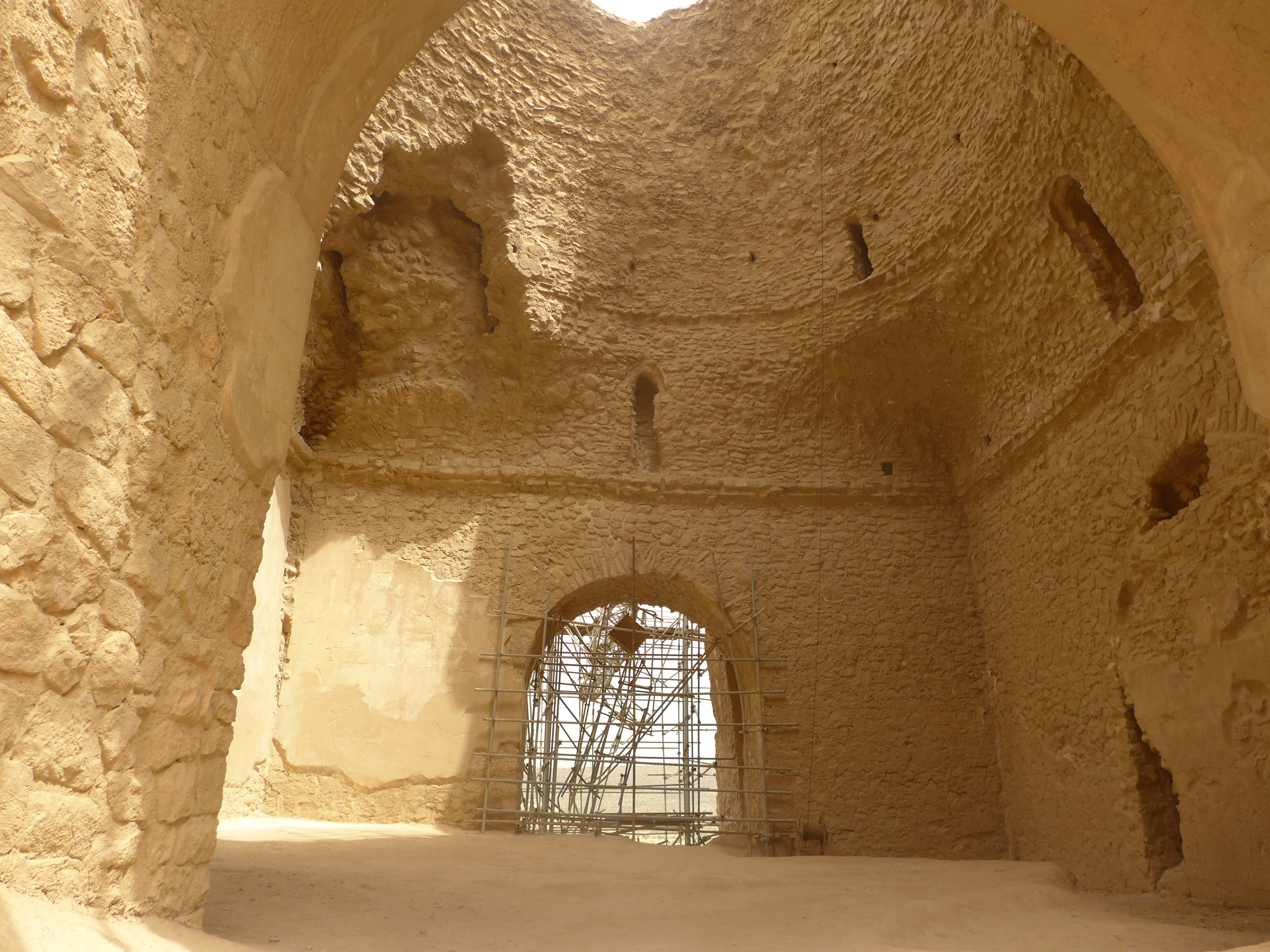
Interno del Qal'eh Dokhtar. L'uso di travi angolari per posizionare la cupola sopra una struttura quadrata è considerato il contributo sasanide più significativo all'architettura islamica.

L'arte sasanide fece rivivere forme e tradizioni originarie della Persia e nel periodo islamico queste raggiunsero le sponde del Mar Mediterraneo. L'influenza dell'architettura sasanide giunse ben oltre i suoi confini, ed ebbe un'influenza distintiva sull'architettura bizantina e su quella islamica. L'architettura islamica, infatti, prese in prestito pesantemente dall'architettura persiana.

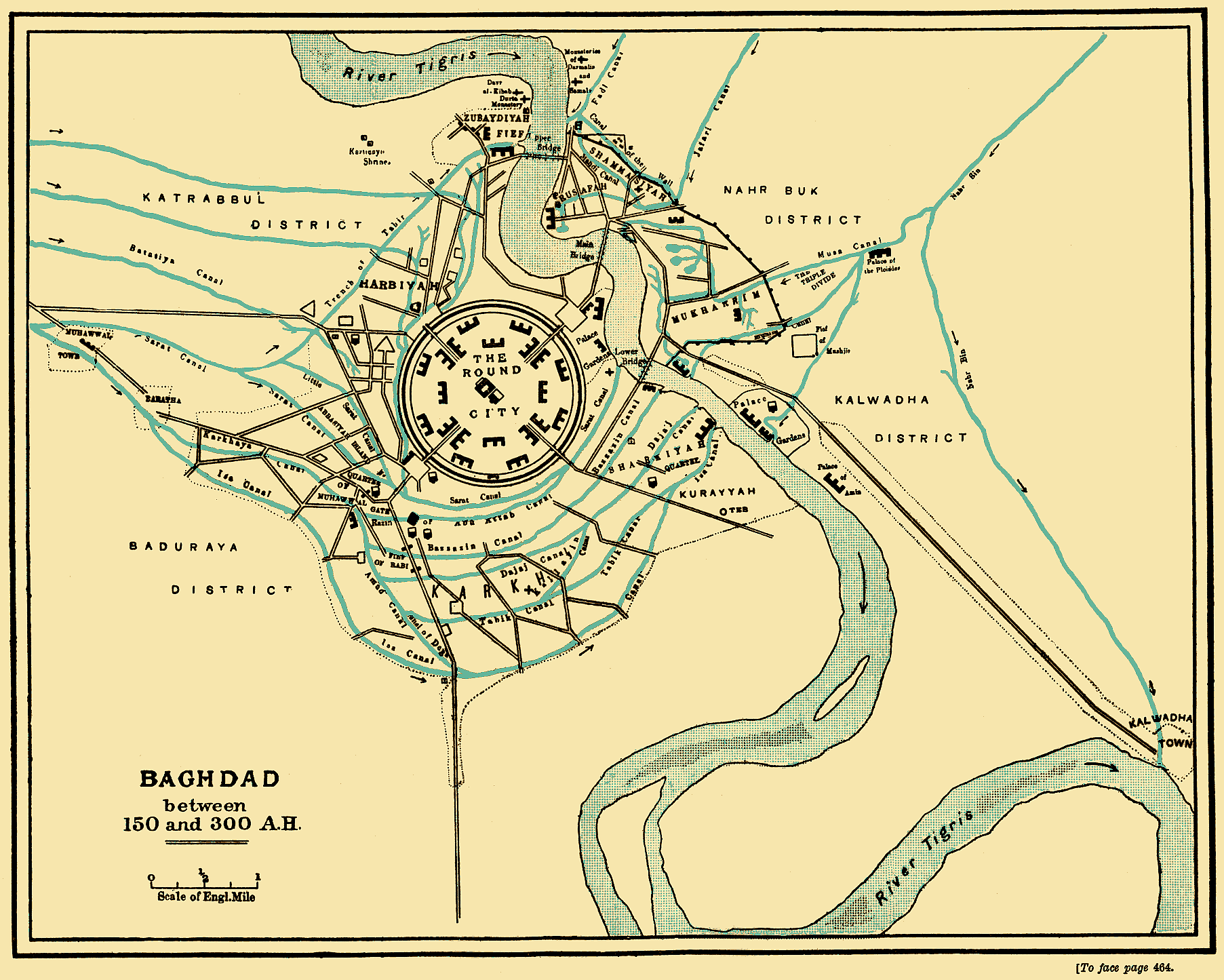
La città rotonda di Baghdad, costruita nel periodo abbaside, si basava sul progetto di città circolare parto-sasanide.

Baghdad, ad esempio, si basava su precedenti persiani come Firuzabad in Persia. In effetti, ora è noto che i due architetti che vennero assunti da al-Mansur per pianificare il disegno della città erano Naubakht, un ex zoroastriano persiano, e Mashallah, un ex ebreo del Khorasan, in Iran.
La Grande Moschea di Samarra è un altro esempio, dove l'edificio a spirale era basato sull'architettura persiana, come la torre a spirale nel mezzo di Firuzabad, un'antica capitale sasanide.
In Afghanistan a Bamian ci sono rovine che mostrano il grande impatto dell'arte e dell'architettura iraniana (specialmente dell'era sasanide) dal IV all'VIII secolo. Affreschi e colossali Buddha adornano i monasteri di Bamian, rivelando una fusione di elementi sasanidi-iraniani e greco-buddisti.

### Influenze straniere

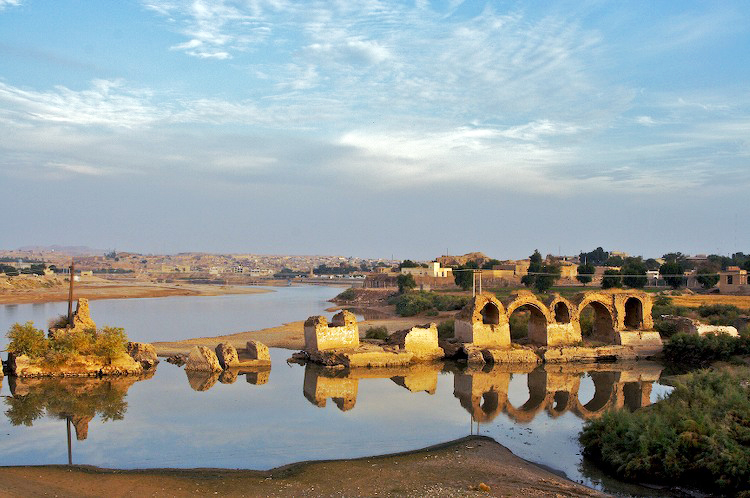
Band-e Kaisar

L'architettura bizantina influenzò alcune architetture sasanidi, uno dei buoni esempi è a Bishapur, dove alcuni dei pavimenti erano decorati con mosaici che mostrano scene di allegria come a un banchetto; l'influenza romana qui è chiara e i mosaici potrebbero essere stati posati da prigionieri romani. Gli edifici erano anche decorati con pitture murali; esemplari particolarmente belli sono stati trovati sul monte Khajeh nel Sistan.

## Galleria d'immagini

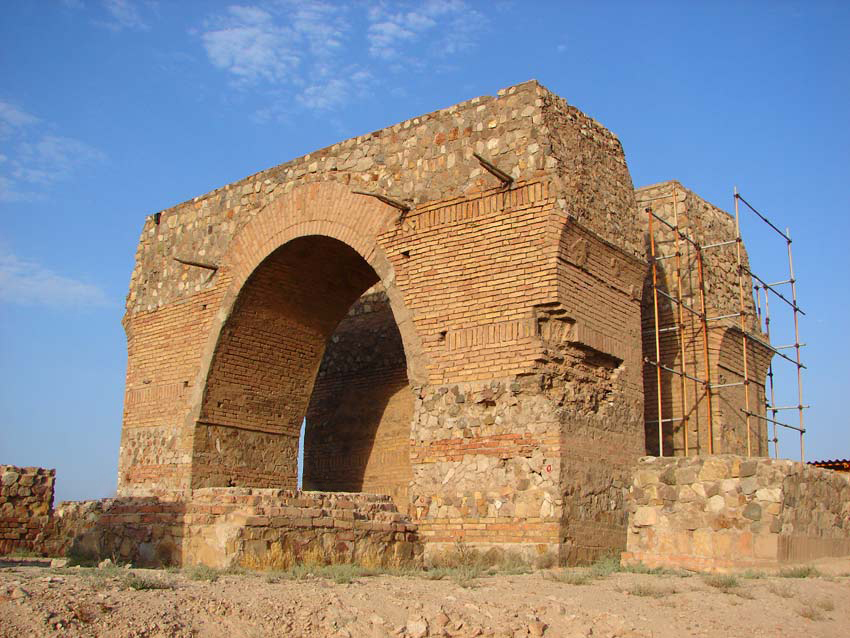
Tempio del fuoco di Bahram
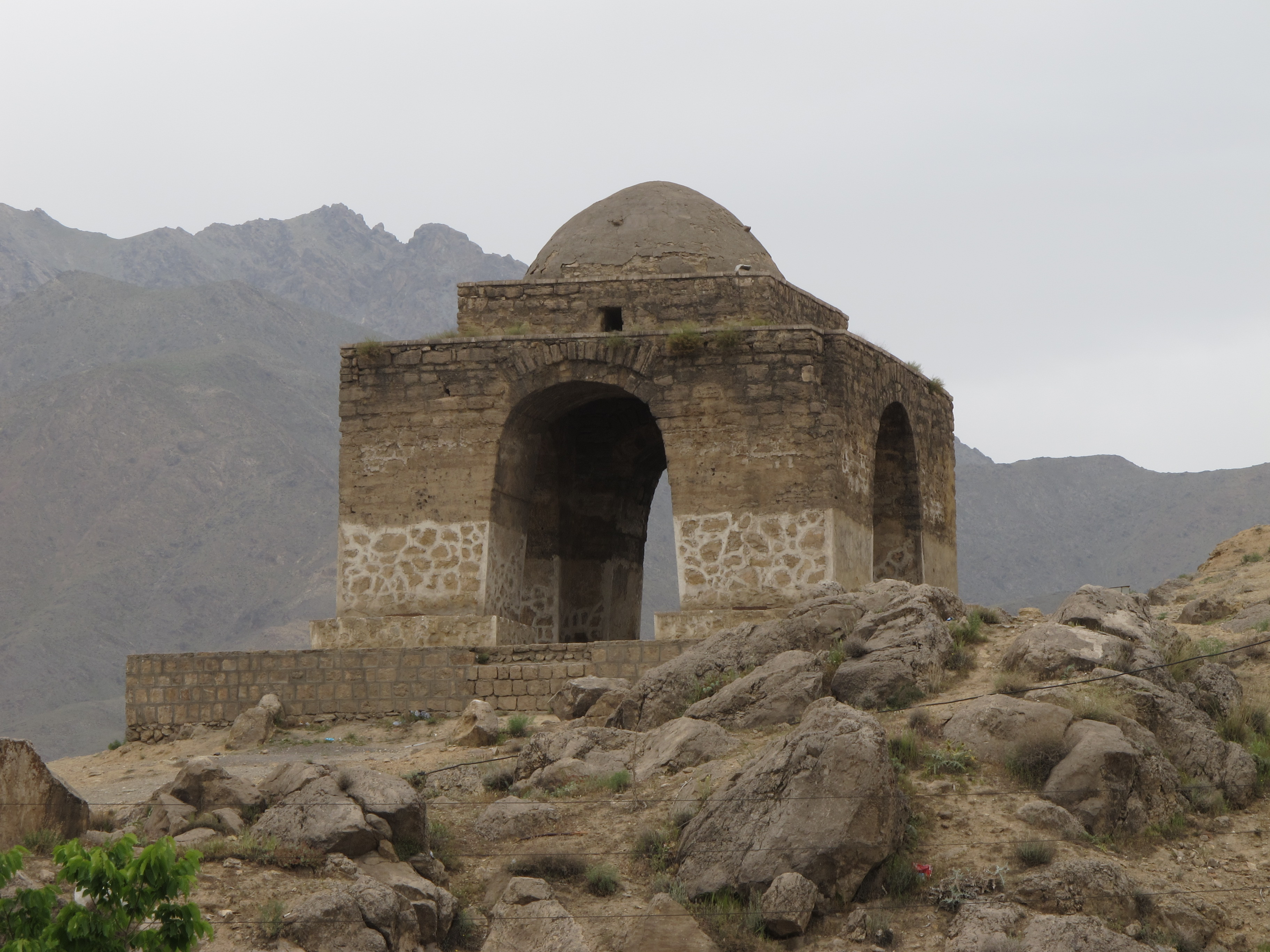
Tempio del fuoco di Niasar
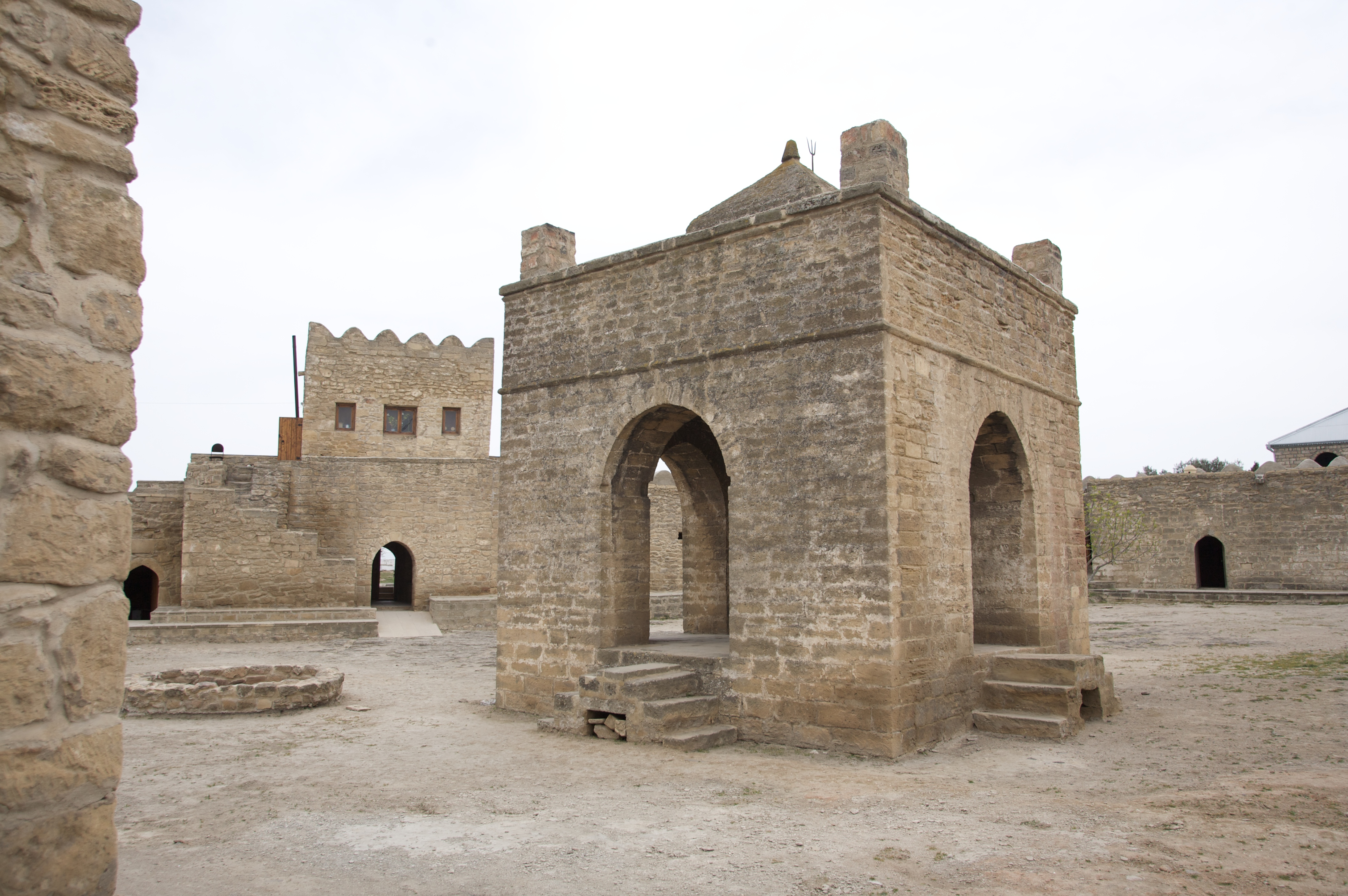
Ateshgah di Baku nella Repubblica dell'Azerbaigian
Tempio del fuoco di Tashveer
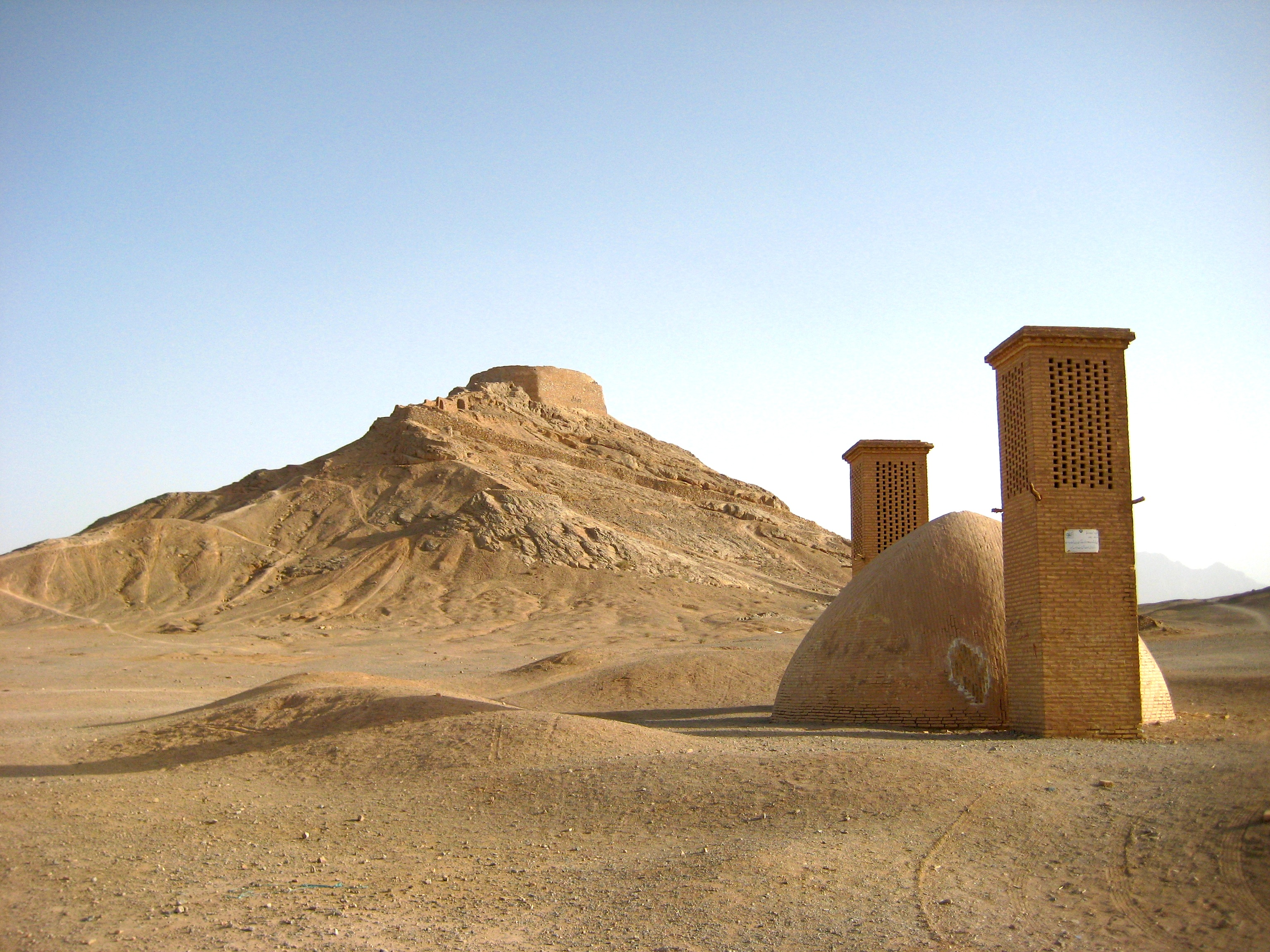
Un torre del vento sasanide